# Nam Tae-hyun
Nam Tae-hyeon (en coréen : 남태현), né le 10 mai 1994 à Séoul, est un chanteur sud-coréen.

## Biographie
Il est le chanteur principal du groupe masculin Winner, dans lequel il compose des morceaux et  s'occupe de la production de 2013 à 2016.
Il fonde un label musical, South Buyers Club  en 2017. Quelque temps après, le label est renommé The South. 
Sous le label, Nam fait ses débuts avec le groupe South Club, dont il est le leader, le chanteur principal, le guitariste et le compositeur principal. 
En novembre 2019, Nam annonce la fermeture de son label et déclare que le groupe a signé avec une nouvelle agence.